# 장정길
장정길(張正吉, 1944년 ~ )은 대한민국의 제23대 해군참모총장을 지낸 군인이다. 

## 생애
일제강점기 말 황해도 사리원에서 출생하였다. 해군사관학교를 졸업하고 2함대사령관, 해군사관학교장, 해군참모차장직을 지냈다. 해군참모총장 재직 시절 연평해전이 발생하였다.